# Borgo Maggiore
Borgo Maggiore (BOR) is een castello (gemeente) in San Marino met een oppervlakte van 9,01 km² en 6640 inwoners (31-03-2013). Daarmee is het de op een na grootste gemeente van het land.
De gemeente ligt aan de voet van de Monte Titano en heette vroeger Mercatale (marktplaats). Ook nu nog is het een van de belangrijkste markten van San Marino. Er loopt een kabelbaanverbinding van de Monte Titano direct naar de stad San Marino. Ook zit in deze gemeente sinds 6 juli 1985 de enige McDonald's van San Marino.

## Geboren
- Manuel Poggiali (1983), motorcoureur